# 無水印刷
無水印刷是一種膠印的方式，與傳統的石版印刷（lithographic printing）相比，可減少對環境的傷害。傳統來說，印刷是相當耗費資源的，包括化學原料、水以及能源。許多大規模的印刷過程年復一年需要數以千計的水。無水印刷利用直接製版機技術以及矽基板（silicon plates）來減少水與化學原料的使用。許多無水印刷機同時也使用直接噴墨技術（Direct Ink technology）與植物製墨水來降低資源浪費、污染與揮發性有機化合物（VOCs emissions）。無水印刷技術現今仍不普及，但日漸成長；而且無水印刷的品質十分優良，擁有較小的網點擴大率，並能減少試印樣張的用紙量。
無水印刷並不需要使用含有酒精或是其他揮發性有機物（volatile organic compound）作為溶劑的潤濕液（dampening solution）。以一年來計算，一台中型的印刷機，採用無水過程便能省去十萬公升的水以及一萬公升的酒精。

## 附註
1. ↑  楊金溪.  (PDF). 香港印刷.   [2019-04-12]. （原始内容存档 (PDF)于2019-04-12）.
2. ↑  Page 2 Changing the flow[永久]

## 相關網站與延伸閱讀
- Waterless Printing Association, 一個非獲利的省水印刷組織。
- "WATERLESS PROS AND CONS" （页面存档备份，存于） William C. Lamparter 所寫的一篇文章，經同意於美國平版聯合協會（National Association of Litho Clubs）網站上的American Printer（1994年10月）轉載。

## 延伸閱讀
- John O. Rourke, Complete Guide to Waterless Printing, Graphic Arts Technical Foundation (June, 1997), trade paperback, ISBN 0883-62243-2